# Hortensia Arnaud
Hortensia Arnaud (Buenos Aires, Argentina, 1 de julio de 1901 - ibídem, ¿?) fue una pionera bailarina, vedette y actriz de cine y teatro argentina.

## Carrera
Arnaud fue una joven actriz argentina que incursionó notablemente durante la época de esplendor de la cinematografía y la revista porteña. Fue sobre todo una pionera bataclana y bailarina número uno de la "catedral de la revista porteña" durante la década del '20 y del '30.
Desde muy chica comenzó a estudiar danza clásica y al iniciarse como bailarina adoptó el nombre de "Francinette". En sus shows lucía la melena que hoy se conoce como African Look, y causaba sensación por bailar sin mallas y con calcetines.
Figura exclusiva del Teatro Porteño, se lució frente a actrices como Consuelo Velázquez, Ida Lamas y Ada Falcón, y con actores de la talla de Alfredo Camiña y León Zárate. Trabajó con autores como Ivo Pelay, Manuel Romero y Luis Bayón Herrera.
En 1927, estando en Chile, dio una entrevista, señalando que llevaba cerca de seis años actuando en teatro. Según ella, habría nacido en África del Sur. Sus primeros pasos los habría dado en el Teatro Colón de Buenos Aires. Se vino a Chile con la Compañía de Méndez y luego se cambió a otra, que llevaba su nombre (para atraer público, ya que ella no era la propietaria), que realizó funciones en Valparaíso, en el Teatro Victoria. Tras un problema de salud, por exceso de trabajo, sus planes eran regresar a Buenos Aires, con su madre que la acompañaba, y formar allí una compañía.
Integró el primer espectáculo veraniego que se estrenó en el viejo Teatro Lola Membrives , con la Gran Compañía de Grandes Revistas y Vaudevilles, que dirigían Carlos Pibernat y Joaquín Pibernat y Sergio Allen. Trabajó junto a jóvenes figuras de tanto arraigo en el bataclán como Tito Lusiardo, Adriana Delhort y Tita Merello.
También hizo algunas presentaciones en el exterior como en España en el Círculo Bellas Artes en 1928.

## Vida privada
Mantuvo un romance de "película" con el bailarín Arturo García.

## Filmografía
- 1941: La quinta calumnia de 1941, interpretado por Alí Salem de Baraja y Mario Baroffio.[6]

## Teatro
Entre alguna de las comedias musicales que participó estuvieron:
- Las chicas del bataclán.[7]
- Judía, junto a Iris Marga, Carmen Lamas, Dora Gález, Encarnación Fernández y Leopoldo Simari.
- Veraneamos en bañadera
- Cien mujeres para un viudo.
- Ko Ko Ro Ko (1931) con Carlos Casaravilla, Roberto García Ramos, Francisco Charmiello y Raquel Suárez.
- El hotel de los enamorados (1927),  con Héctor Calcaño, Soledad León, Viviana Díaz de Mendoza, Alicia Vignoli, Lucía Montalvo y Angela Pasquett. En dicha obra interpretaba a un Muñeco y a Joséphine Baker, con su danza guerrera siendo muy aplaudida por el público.